# Esdoornsiroop
Esdoornsiroop of ahornsiroop is een zoete stroop gemaakt van het sap van de esdoorn - Acer saccharum. In de winterperiode slaan deze bomen vaak suiker op in hun wortels, die met het sap door de houtvaten naar boven stroomt in het voorjaar. Door dit suikerhoudende sap af te tappen en te concentreren ontstaat esdoornsiroop. Canada is de grootste producent van esdoornsiroop, gevolgd door de Verenigde Staten. 80% van alle esdoornsiroop komt uit Canada.
Esdoornsiroop wordt vooral veel gegeten in combinatie met witte bonen, ham, worst, spek, wafels, pannenkoeken, poffertjes, havermout en wentelteefjes.

## Productie

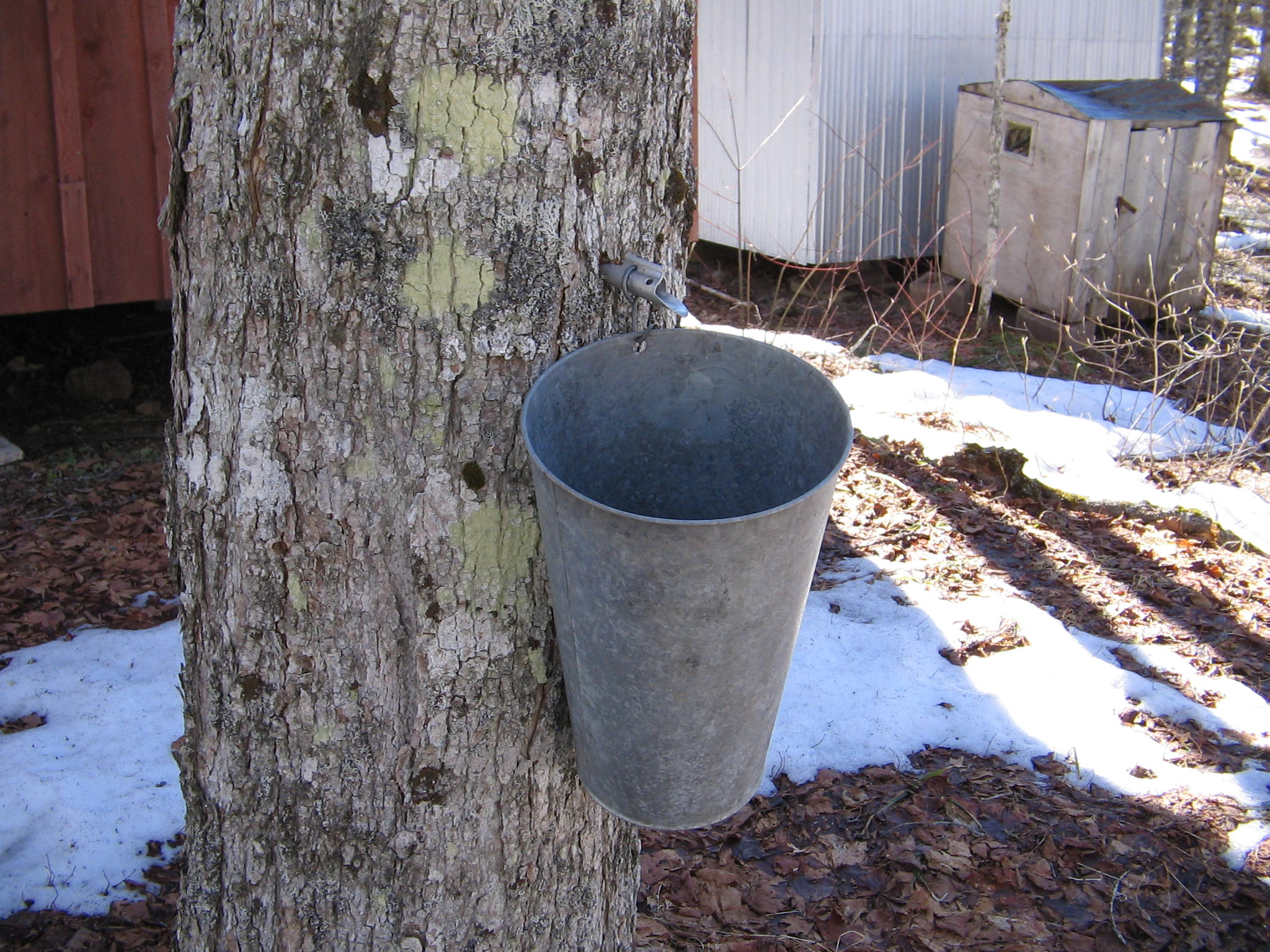
traditionele aftapping van esdoornsap

Het proces van het aftappen en concentreren van sap van de esdoorn is al vrij oud. De inheemse bevolking kende deze techniek al. Europese kolonisten hebben deze later overgenomen. De bomen die zich het beste lenen voor de productie van esdoornsiroop zijn de suikeresdoorn en de zwarte esdoorn. 
Sap van de esdoorn wordt traditioneel afgetapt door een inkeping in het xyleem (de houtvaten) te maken en hier een emmer onder te hangen. Minder arbeidsintensieve methodes zoals het bevestigen van plastic slangetjes in de boom worden echter steeds meer gebruikt als alternatief voor de emmer. Sapverzameling vindt vooral plaats in de maanden februari, maart en april, afhankelijk van de lokale weersomstandigheden. Voor een optimale sapstroming zijn nachten met temperaturen onder het vriespunt gevolgd door relatief warme dagen nodig.
Voor de productie van 1 liter siroop is ongeveer 40 liter sap nodig. Een volgroeide suikeresdoorn kan 40 liter sap per 4 tot 6 weken produceren. Per boom worden afhankelijk van de grootte een tot drie taps gezet. Bomen moeten minimaal een diameter van 25 centimeter hebben en ten minste 40 jaar oud zijn voordat er sap uit getapt wordt. Het afgetapte sap wordt door koken ingedikt, waarbij het water erin verdampt en enkel het geconcentreerde sap overblijft. Bij dit proces karamelliseert de suiker, hetgeen een donkere kleur aan de siroop geeft. De dichtheid wordt getest met een hydrometer. 
De siroop gewonnen van het sap wordt in de loop van de winningsperiode steeds donkerder, doordat steeds meer andere organische stoffen meegaan.
Esdoornsiroop kan ook worden ingedikt tot het enkel nog bestaat uit harde blokjes; esdoornsuiker of esdoorntoffee.

## Kwaliteit
De A-kwaliteit, die in het begin van de winningsperiode gewonnen wordt, heeft een lichtere kleur dan de B of C-kwaliteit. De C-kwaliteit heeft de donkerste kleur en een meer karamelachtige smaak. Deze wordt op het einde van het seizoen gewonnen en bevat de meeste mineralen.